# TrackMania 2: Canyon
TrackMania 2: Canyon – kolejna część gier wyścigowych z serii TrackMania stworzona przez francuską firmę Nadeo, której dystrybutorem jest firma Ubisoft a dystrybutorem polskim jest firma Ubisoft Polska. Oficjalne wydanie gry rozpoczęło się 14 września 2011 roku. Gra jest sprzedawana w dystrybucji elektronicznej na platformie komputerowej Microsoft Windows, przy czym dana wersja zawiera płatną licencję, którą jako pierwsza można uzyskać jedynie metodą sieci internetowej. Gra ta w przeciwieństwie do poprzednich nie jest wydawana w formie zewnętrznego nośnika.

## Rozgrywka
Pierwsza część gry opiera się tylko na jednym, lecz bardzo ulepszonym środowisku, Canyon. Przede wszystkim edytor został mocno rozbudowany – pole do edytowania tras jest większe, znajduje się też więcej elementów do tworzenia rozmaitych tras. Samochód użyty do tego środowiska ma parametry fizyczne połączone z kilku aut w pierwszej TrackManii; jest możliwość użycia w nim techniki powerslide, czyli driftu z naciśniętym gazem; pojazdy również ulegają zniszczeniom karoserii. Co ważne, w grze została znacznie poprawiona grafika, gdzie twórcy zachowali przy tym nierealistyczność, pozwalając graczom ścigać się z innymi dla czystej zabawy. Oprócz tego TrackMania 2: Canyon jest również pierwszą grą, w której nie ma zawartych innych trybów rozgrywki (np. Platformy, Ewolucje czy Puzzle) z wyjątkiem trybu Wyścig. Kolejną nowatorską metodą gry jest też inaczej podzielona tabela zawierająca tory budowane przez autora. Na ich liście podział polega na tym, iż pierwsze 4 trasy są do zaliczenia zaczynając przejazd od startu do mety, zaś ostatnie w kolumnie trasy muszą polegać na pokonywaniu ich w wersji na okrążenia, gdzie trzeba trzykrotnie przejechać daną mapę.
TrackMania 2 jest częścią wielkiej społeczności ManiaPlanet (obok Trackmanii 2: Valley, Stadium oraz innych gier takich jak ShootMania i QuestMania). Pojawił się również, powiązany z nią, tzw. ManiaScript, za pośrednictwem którego będzie można tworzyć swoje własne pomysły związane z grą. Również kieruje: rzeczywistym czasem gry, interfejsem oraz grą wieloosobową, mając ułatwiać swobodne granie.

## Wydanie gry
Grę ogłoszono 19 września 2009 roku na paryskim festiwalu gier, gdzie przedstawione było środowisko Valley, jednakże prace nad nim zostały wstrzymane ze względu na jego zbyt wielkie podobieństwo w stosunku do środowisk w pierwszej TrackManii oraz komplikacje związane z ukończeniem tego środowiska. Zamknięta wersja testowa (closed-beta) gry została wydana w połowie lipca 2011. 8 kwietnia 2011 roku opublikowano pierwszy obrazek prezentujący nowy pojazd tej gry, zaś 26 kwietnia 2011 roku ukazał się oficjalny trailer z TrackManii 2. W Los Angeles na konferencji Ubisoftu na targach E3, która odbyła się 6/7 czerwca, zaprezentowano grę i odsłonięto kolejny trailer, na którym to widzowie mieli okazję zobaczyć grę z innej perspektywy. Wersja beta dla gry wieloosobowej została uruchomiona 17 sierpnia. 27 lutego 2013 roku TrackMania 2: Canyon została udostępniona na platformę Steam wraz z wersją beta gier TrackMania 2: Stadium oraz ShootMania: Storm.